# ゴート起源説

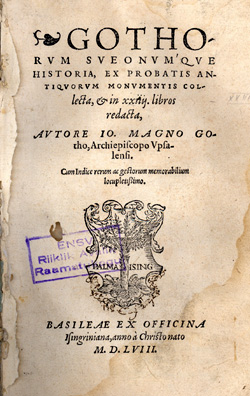
Historia de omnibus Gothorum Sveonumque regibus

ゴート起源説（ゴートきげんせつ）とは、1555年にスウェーデン王国のヨハンネス・マグヌスが歴史書『ゴート人たちとスウェーデン王国の歴史』の編纂中に創作した、スウェーデン王国の建国神話である。
後にスウェーデン王グスタフ・アドルフがドイツの三十年戦争に介入する動機の一つになったとも言われている。この起源説は、古代ヨーロッパにまで遡り、ゴート人やヴァンダル人などのゲルマン民族の大移動の時代のゲルマン人との関わりに起因し、スウェーデンのバルト海支配の正当性を持たせるものとなった。「古ゴート主義」または「スウェーデン普遍主義」とも言う。

## 概要
これは「ゲルマン人の部族、ゴート人たちが、ヨーロッパ、アジア、アフリカを支配した」という「神話」である。とはいえ、彼らがスウェーデン王国の建国に直接関わったわけではなく、古代のスカンディナヴィア東部の現スウェーデン南部にゴート人の王国が存在していたとされ、スウェーデン王国建国の祖となったスヴェーア人たちが、ゴート人王国を服属させたという伝承に基づいている。
その後、ゴート人たちは東ヨーロッパおよび黒海沿岸に進出しゲルマン民族の大移動の主軸となり、その故地がスウェーデン南部とされるヴァンダル人も大移動に参加しアフリカに王国を建国したとされる。そうしたスヴェーア人、ゴート人、ヴァンダル人の動向が伝説化され、アジア、アフリカ、ヨーロッパの支配者となったという「神話」が誕生したのである。
この「神話」の起源は、1434年にバーゼル公会議が開かれた際に、当時のスウェーデン王を兼ねていたカルマル連合のエリク7世（エリク13世）の使節がゴート人とスカンディナヴィアを結び付けたことに由来する。こうした経緯から中世以降、デンマークおよびデンマーク＝ノルウェーの国王も「ヴェンド人とゴート人の王」の称号を1972年に廃止されるまでの間使用していた。スウェーデンでは「Svears, Götes och Wendes Konung」の称号で、1540年から廃止される1973年まで使用された。これを、後にスウェーデンが拡大解釈したのである。なお、三十年戦争では、スイスの傭兵を多く得るために、スイス人の一部を占めるドイツ系をゴート人の末裔とし、スウェーデン人と同一視させる政策をとった。
ヴァーサ朝のグスタフ・アドルフとその娘クリスティーナが前出の「スヴェーア人、ゴート人、ヴァンダル人の王」という称号を用いたのも、このゴート起源説に由来する。スウェーデン王がこの様に自称したのも、古代スヴェーア人が現在のスウェーデン人に連なると定義したからである。そして、ヴァーサ家およびスウェーデン貴族は、その末裔とされた。さらにグスタフ・アドルフは、伝説のゴート王ベリクになぞらえた。なお、「スウェーデン普遍主義」と括られるとき、フィンランド大公を兼任し、神聖ローマ帝国の帝冠も視野に入れていたと思われる。スウェーデン宰相オクセンシェルナは、グスタフ・アドルフをマインツ選帝侯にすべく画策していた。これはフランス宰相リシュリューによるルイ13世をケルン選帝侯にするために画策したのと同じであった。ただし、神聖ローマ皇帝位と3部族の王位は別の理念であるとされ、主義自体は、政治的理念に基づくものである。
ゴート起源説は、三十年戦争で頂点に達したが、その終結と共に形骸化した（事実上の終焉）。クリスティーナ女王自身がこの説を否定し、キリスト教世界の共存共栄を打ち出したからである。また、1648年のヴェストファーレン条約により、ヨーロッパのバランス・オブ・パワーが重視されたヴェストファーレン体制の成立も起源説の退潮に拍車をかけた。その後、スウェーデンは、バルト海一帯を支配するバルト帝国の維持にその正当性を持たせたが、18世紀に行われた大北方戦争の敗北により、その正当性を失った。
なお、マグヌスは作中でスウェーデンの君主として、8人のカールと10人のエリクを創設した。史実的には、カール9世とエリク11世より前に、そうした君主は存在しないとされる。しかし、カール9世が即位した当時は、その存在は確実視されていた。また、上記のカルマル同盟において、スウェーデン王に即位したエリク7世は、スウェーデンではエリク13世と呼称される。また、カール・クヌートソンは、スウェーデン摂政でありながら王の地位を得たとされ、即位当時はカール2世、後にゴート起源説に基づきカール8世と呼称された。
この伝説は、スウェーデンにおいては歴史的に信じられてきた。しかし現代では、この起源説は根拠がなく考古学的な裏付けがなされていないとして、社会文化的な研究対象に置かれてはいるが、歴史学の対象とはされてはいない。ヴァンダル人に関しては名前の類似性から、ノルウェーのハリングダール（Hallingdal）、スウェーデンのヴェンデル（Vendel）、デンマークのヴェンドシッセル（Vendsyssel）が彼らの故郷ではないかという説もあるが、ゴート人やヴァンダル人のスカンディナヴィア起源説は、現在では疑問視されている。
なお、国王選挙によりポーランド・リトアニア共和国の元首（ポーランド国王兼リトアニア大公）を務めたポーランド・ヴァーサ家の面々も、スウェーデン国王ジギスムントがポーランド国王ジグムント3世としてスウェーデンを留守にしていた間に叔父カールが王位を簒奪したスウェーデン・ヴァーサ家との間でスウェーデン王位を争っていた間、「スヴェーア人、ゴート人、ヴァンダル人の王」を名乗っていた。しかし、当時のポーランドには独自のサルマタイ人起源説（サルマティズム）があり、ポーランド人の間ではサルマタイ人起源説が主流であるが、またサルマタイ人起源説と同時にヴァンダル人起源説もあり、ヴァンダル人たちはポーランド人の主要な祖先のひとつではないかという通念もあった。実際に、ヴァンダル人の一部が東ドイツや、レグニツァやグウォグフ等のシレジアに戻っていることが古文書に記録されており、近年の考古学でもポーランドの地にはこの地に古くから住んでいた人々の文化であるプシェヴォルスク文化（ケルト・スラヴ・ゲルマンなど複数の流れを汲んだ文明圏）と、中世初期に東方からやってきた人々の文化であるプラハ・コルチャク文化が混交し、この地独特の文化を形作っていったことがわかっている。ドイツからポーランドにかけてのこの地域は、2000年経った今でもドイツでは「ヴァンダロルム」と呼ばれている。ポーランドでは、ヴァーサ王家が共和国の元首であった頃には盛んであったが、ヴァーサ家以後の王家からは、これらの国王称号は無くなっている。

## スペインのゴート起源説
スウェーデン以外に、ゴート人の後裔を称した国にスペインがある。スペインでは、西ゴート王国が栄え、王国滅亡後に、その残党が北部に逃れてアストゥリアス王国を建国しているが、そのアストゥリアス王国が後にカスティーリャ王国やレオン王国として発展しているからである。現代でも、スペイン国王の法定推定相続人の称号はアストゥリアス公である。
歴史学者ディートリヒ・クラウデによれば、前述の1434年のバーゼル公会議において、スウェーデンとスペインの使節間でどちらが上席につくかを言い争った際に、自分たちこそがゴート人の真の後継者だという趣旨の主張をしたという。ただしこの称号は、現代では、あくまでもキリスト教徒としての立場と、従属称号としてのスペイン王位継承者に伝統的に結びついた称号を有した規定とされており、ゴート人の末裔としての相続人規定をされているわけではない。